# Zootrophion
Zootrophion, rod orhideja iz  tropskeAmerike smješten u podtribus Pleurothallidinae, dio tribusa Epidendreae.
Postoji 30 priznatih vrsta.

## Vrste
1. Zootrophion aguirrei P.Ortiz
2. Zootrophion alvaroi (Garay) Luer
3. Zootrophion antioquianum Uribe Vélez & Sauleda
4. Zootrophion argus (Kraenzl.) Luer
5. Zootrophion atropurpureum (Lindl.) Luer
6. Zootrophion beloglottis (Schltr.) Luer
7. Zootrophion dayanum (Rchb.f.) Luer
8. Zootrophion disciformis Vierling
9. Zootrophion dodsonii (Luer) Luer
10. Zootrophion eburneum Rysy
11. Zootrophion endresianum (Kraenzl.) Luer
12. Zootrophion erlangense Roeth & Rysy
13. Zootrophion fenestratum (Lindl. ex Hook.) Rysy
14. Zootrophion gracilentum (Rchb.f.) Luer
15. Zootrophion griffin Luer
16. Zootrophion hirtzii Luer
17. Zootrophion hypodiscus (Rchb.f.) Luer
18. Zootrophion ildephonsi P.Ortiz
19. Zootrophion lappaceum Luer & R.Escobar
20. Zootrophion leonii D.E.Benn. & Christenson
21. Zootrophion machaqway A.Doucette & J.Portilla
22. Zootrophion niveum Luer & Hirtz
23. Zootrophion oblongifolium (Rolfe) Luer
24. Zootrophion serpentinum Luer
25. Zootrophion trivalve (Luer & R.Escobar) Luer
26. Zootrophion vasquezii Luer
27. Zootrophion virginalis Vierling
28. Zootrophion vulturiceps (Luer) Luer
29. Zootrophion williamsii Luer
30. Zootrophion ximenae (Luer & Hirtz) Pfahl

## Sinonimi
- Epibator Luer